# 明應之變
明應之變（日语：明応の政変）是在明應二年（1493年）四月，由细川政元與日野富子所共同發起的一場室町幕府・將軍廢立事件。幕府將軍從原本的足利義稙更換為足利義澄，將軍家也分為了義稙和義澄兩派，該政變的結果令室町幕府威信大幅降低。在日本史學界中，即有觀點認為明應政變标志着戰國時代的开始。

## 概要
應仁之亂中，受西軍擁立的8代將軍・足利義政義母弟・足利義視，在西軍漸入頹勢後，與其子・足利義稙前往美濃國，投奔美濃守護・土岐成頼。
文明十九年（1487年）九月，9代將軍・足利義尚率軍討伐南近江大名・六角高頼(長享・延徳之亂)，延德元年（1489年）三月，足利義尚因沉溺酒色病死軍中。四月，足利義視、義稙父子上洛。
足利義尚並無子嗣，故當時將軍的候補人選為足利義材及堀越公方・足利政知(足利義政異母兄)之子清晃(後來的足利義澄)。幕府管領・細川政元，因種種因素，推舉清晃繼任將軍；然足利義政之妻，且為足利義尚生母的日野富子支持其外甥足利義稙(義稙生母為日野富子妹・日野良子)，且已退居幕後的足利義政也支持足利義稙，足利義稙繼任將軍已成既定事實。然因細川政元的阻撓，足利義視、義稙父子沒能參與足利義尚的葬禮，且足利義稙沒能立即就任將軍，政務還是暫由足利義政處理。
延德二年(1490年)正月，足利義政去世。七月，朝廷正式任命足利義稙為將軍。然細川政元於將軍就任儀式一結束就辭掉管領一職；政所執事・伊勢貞宗因其父・伊勢貞親與足利義視素有嫌隙，將家督之位讓予其子・伊勢貞陸後隱居，表達不合作態度；足利義稙也因小川御所歸屬的問題與日野富子產生糾紛。十月，日野良子去世。隔年正月，作為將軍監護人的足利義視去世。後，足利義稙強化將軍獨裁，重用葉室光忠、一色視房等原先義視派的人馬，此舉引起許多幕臣及奉公眾的不滿。
延德三年(1491年)二月，細川政元收養前關白・九條政基的二男爲養子，即後來的細川澄之，細川澄之與足利義澄為堂兄弟關係。
延德三年(1491年)八月，因公家、寺社、奉公眾於近江的領地遭到侵犯，足利義稙率軍討伐近江六角氏(長享・延徳之亂)，因父親足利義視的關係，相較於9代將軍・足利義尚那次六角征伐，應仁之亂中原屬西軍如山名、大內、土岐等大名對此次出征較為積極。取得一定戰果後，於隔年年底就返回京都。
明應二年(1493年)二月，應畠山政長請求，足利義稙率兵出征河內，討伐與畠山政長有家督繼承權問題的畠山義豐，因兵力上的優勢，幕府軍成功包圍畠山義豐居成・高屋城。然四月二十四日晚上，細川政元聯合日野富子、伊勢貞宗於京都舉兵謀反，擁立足利義澄為將軍。聞此，河內遠征軍中的諸大名及奉公眾紛紛拋棄足利義稙，返回京都。閏四月，細川政元出兵河內，畠山政長兵敗自盡，其子畠山尚順逃往紀伊；足利義材被捕，先是被軟禁至京都龍安寺，爾後細川政元將其囚禁在其家臣・上原元秀宅邸。其實在足利義稙遠征河內前，細川政元私下就有與畠山義豐接觸，且三月時就有細川政元意圖擁立新將軍的傳言。
明應二年（1493年）六月，足利義稙趁夜逃離京都，爾後輾轉前往越中、越前、周防，投靠當地大名，為上洛而努力。

## 史料
- 『大乗院寺社雑事記』：興福寺の尋尊、政覚らの日記。190卷。